# Charmaine Howell
Charmaine Howell, född den 13 mars 1975, är en jamaicansk friidrottare som tävlade i medeldistanslöpning.
Howell tävlade främst på 800 meter och hon var i semifinal både vid Olympiska sommarspelen 2000 och vid inomhus VM 2001 men tog sig aldrig vidare till finalen. 
Vid båda dessa mästerskap ingick hon även i stafettlaget på 4 x 400 meter som vid båda tillfällena slutade på andra plats. 

## Personligt rekord
- 800 meter - 1.59,61